# Walther Ebeloe
Walther Ebeloe (* 20. Januar 1896 in Hamburg; † 14. August 1982 ebenda) war ein deutscher Klavier-, Cembalo-, Clavichord- und Orgelbauer in Beginn und Mitte des 20. Jahrhunderts. Der Klavierbaumeister war vor allem in Hamburg tätig, wo er 1923 seine Werkstatt eröffnete und der erste moderne Hamburger Cembalobauer wurde. Nachdem seine dortige Werkstatt im Zweiten Weltkrieg ausgebombt worden war, gelang ein Neuanfang Ende der 1940er Jahre aufgrund von Materialmangel nur mühsam. In Hamburg lebte er zurückgezogen und galt als „komplizierter, sperriger Mensch“, der neben bedeutenden Neubauten von historischen Tasteninstrumenten vor allem vom Klavierstimmen und Reparaturarbeiten lebte. Ebeloe war beeinflusst durch anthroposophische Ideen, die auch sein Kompagnon Wolfgang Wegener (1918–1984) vertrat.
In der Eric Feller Collection befindet sich ein zweimanualiges Cembalo von Walther Ebeloe, welches 1939 gebaut wurde.
Walther Ebeloe ruht auf dem Friedhof Ohlsdorf.